# Paul Heyman
Paul Heyman (New York, 11 settembre 1965) è un imprenditore, manager e commentatore di wrestling statunitense sotto contratto con la WWE.
Heyman è stata una delle menti creative che diedero origine ai successi della Extreme Championship Wrestling negli anni novanta, ma nel corso della sua carriera ha lavorato anche per la World Championship Wrestling.
Negli anni novanta, quando era a capo della ECW, veniva considerato come uno dei migliori booker in circolazione per via della sua abilità nel costruire match e storyline, oltre alla grande visione nello scoprire nuovi talenti; tuttavia era opinione diffusa che fosse carente nella gestione finanziaria della compagnia, tanto che nel 2001 la compagnia dichiarò bancarotta.
Nella sua carriera in WWE è stato lo screen manager di sette campioni del mondo (The Undertaker, Big Show, Kurt Angle, Brock Lesnar, CM Punk, Rob Van Dam e Roman Reigns), ed è divenuto celebre per le sue abilità al microfono e nella costruzione dei suoi promo.
Heyman è stato introdotto nella Wrestling Observer Newsletter Hall of Fame nel 2005 e nella WWE Hall of Fame il 5 aprile 2024.

## Carriera

### World Championship Wrestling (1985–1993)
Heyman debutta nel 1986 come manager nella American Wrestling Association e nella World Championship Wrestling con lo pseudonimo "Paul E. Dangerously". Il suo personaggio era il classico uomo d'affari newyorkese con il cellulare sempre in mano. Nella WCW guida la Dangerous Alliance, una stable composta da Rick Rude, Arn Anderson, Steve Austin, Bobby Eaton e Larry Zbyszko con Madusa come manager. È stato anche il manager dei Midnight Express, Dennis Condrey e Randy Rose, sia nella AWA che in WCW. Ha portato avanti anche una rivalità tra i suoi clienti e i Midnight Express, Eaton e Stan Lane, mentre egli stesso era occupato con il loro manager Jim Cornette.

### Extreme Championship Wrestling (1993–2001)

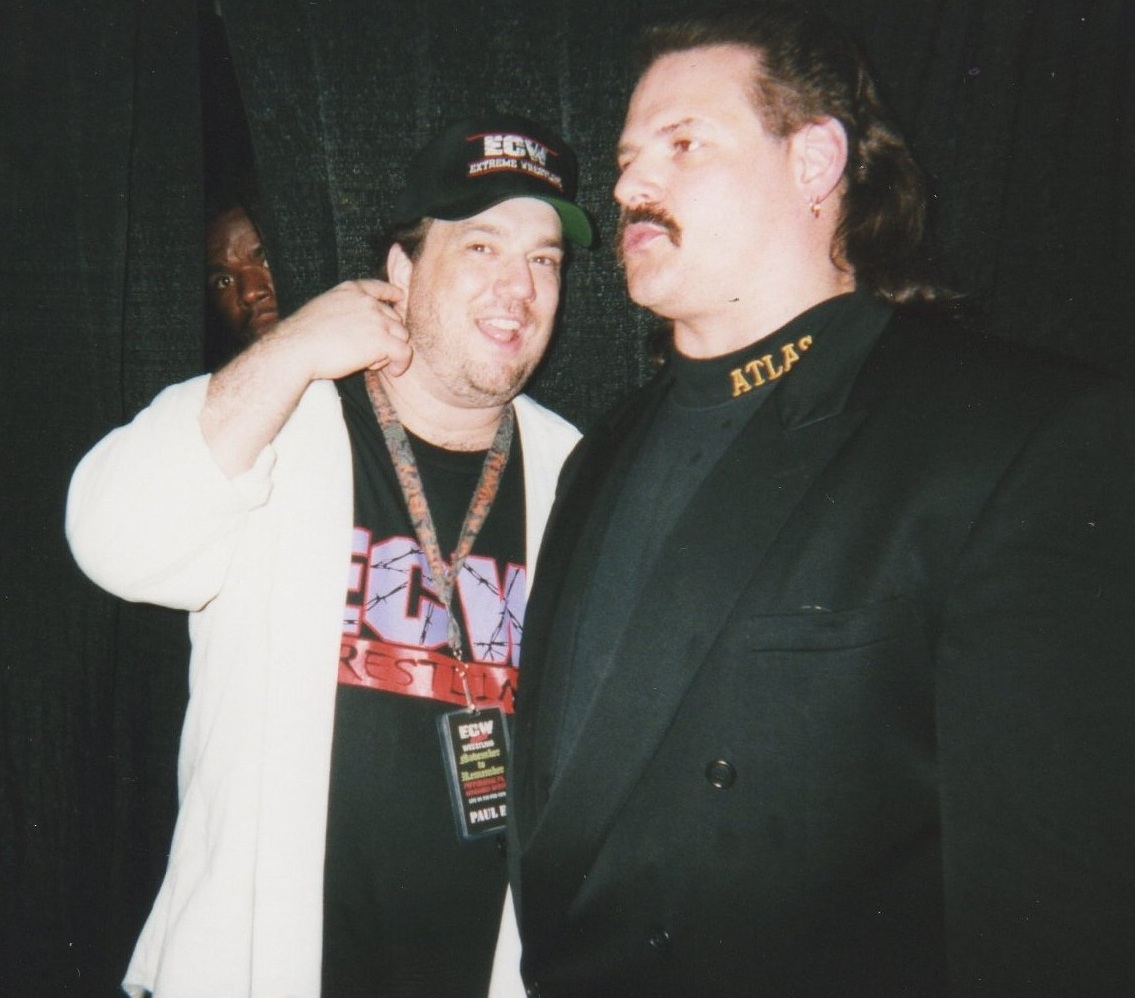
Paul Heyman (a sinistra) nel 1998

Heyman inizia quindi una collaborazione con la Extreme Championship Wrestling di Tod Gordon, arrivando ad acquistarla nel 1996. Ne diventa proprietario e booker, studiando per filo e per segno incontri, storyline tra wrestler e ruolo dei manager in modo rivoluzionario, usando uno stile estremo: è lui infatti ad introdurre per primo, ad esempio, i primi Barbed Wire Match (match con filo spinato al posto delle corde del ring), nonché lo spettacolo della lucha libre.
Heyman ha inoltre contribuito a portare molti altri wrestler al rango di grandi lottatori: Mick Foley e Terry Funk trovarono nella ECW spazio per la loro natura hardcore; Steve Austin, che era stato licenziato dalla WCW e da Eric Bischoff, prese a parodiare il suo vecchio datore di lavoro e gli spettacoli della federazione di Atlanta (pregando Bischoff di riprenderlo nella WCW in quanto non si riteneva all'altezza della ECW); Shane Douglas fu a lungo per tutti The Franchise; i Dudley Boyz, di cui fecero parte, oltre a D-Von, Bubba Ray e Spike Dudley, anche Big Dick Dudley, Little Snot e Dudley; la Blue World Order, o BWO (costituita da Stevie Richards, Blue Meanie e Nova), che era una sfacciata parodia della ben più famosa nWo. La ECW contribuì inoltre a portare alla celebrità lottatori tecnici quali Dean Malenko, Chris Benoit, Al Snow, Chris Jericho e 2 Cold Scorpio; tra i luchadores Rey Misterio, Super Crazy, Psicosis, Juventud Guerrera e Eddie Guerrero.
La sua creatura hardcore diventa un marchio di fabbrica, raccoglie sempre più appassionati e si crea una piccola nicchia nel mondo del wrestling. Heyman riesce addirittura ad ottenere un contratto televisivo con il network statunitense TNN, garantendo una volta a settimana la trasmissione dello show sul territorio. Lo stesso network gli crea però dei problemi: alcune tra le richieste furono evitare affermazioni quali "I hate you" ("ti odio"), alle quali la TNN preferiva eufemismi come "intense dislike" ("forte antipatia"), e la richiesta di cambiare la sigla considerata "troppo demoniaca". Heyman creò inoltre il personaggio heel di Cyrus, un fantomatico dirigente della stazione televisiva che usava intromettersi nella puntata quando la situazione precipitava in riferimenti grevi.
Nel 2001 la ECW, oberata dai debiti, dichiarò bancarotta.

### World Wrestling Federation/Entertainment (2001–2006)

#### Commentatore di Raw e l'Invasion (2001)

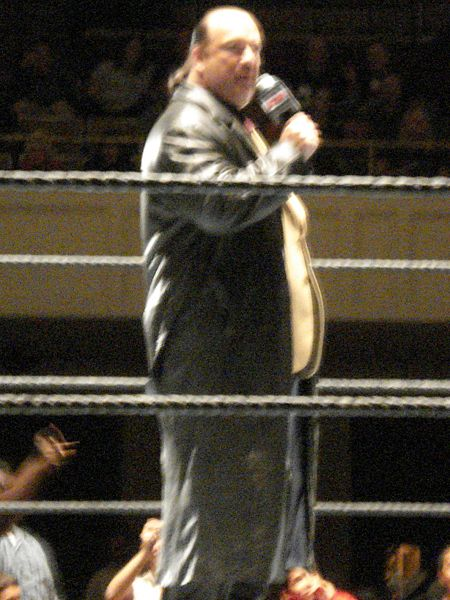
Paul Heyman nel 2006

Approda nella World Wrestling Federation, come già avevano fatto diversi suoi pupilli. Il suo primo ruolo è quello di commentatore al fianco di Jim Ross a Raw, ma presto lascia il microfono per guidare la rivolta della ECW e della WCW all'interno della WWE, nella storyline nota come Invasion, fu costruita per far scontrare sul ring le migliori star della WWE con i nuovi arrivi provenienti dalle defunte federazioni sopracitate.
Persa la qualifica di commentatore, Heyman si allontana dalla parte televisiva per iniziare a lavorare attivamente nel backstage. 

#### Manager di Brock Lesnar e di Big Show (2002-2003)
Ritorna on-screen a SmackDown! come manager di Brock Lesnar, che sotto la sua guida arriverà a vincere anche il WWE Undisputed Championship; in un secondo tempo si alleerà con Big Show, guidandolo proprio contro il suo ex pupillo Lesnar.

#### Head Writer (2003–2004)
Messo fuori gioco da Lesnar, Heyman si allontana nuovamente dalla parte televisiva, ma stavolta per un periodo più lungo: viene infatti scelto come head writer (scrittore principale delle storyline) per SmackDown!, dando vita ad uno dei periodi migliori dello show. Grazie ad Heyman, infatti, al centro degli spettacoli ci sono i cosiddetti "SmackDown six", ovvero Kurt Angle, Edge, Rey Mysterio, Chris Benoit, Eddie Guerrero e Chavo Guerrero.
Come però già accaduto in passato, Heyman non riscuote le simpatie di tutti i dirigenti. Stephanie McMahon (figlia del boss Vince McMahon, anche lei writer e booker) e Brian Gerwitz (head writer di Raw) non lo vedono di buon occhio e premono per il suo allontanamento dalla "stanza dei bottoni". Riescono nel loro intento il 23 febbraio del 2003, quando Heyman viene allontanato.

#### Manager di Kurt Angle (2004-2005)
Torna nel 2004 come manager di wrestler come Kurt Angle, Spike Dudley e Heidenreich. Resterà fino al gennaio del 2005, quando The Undertaker lo chiude in una bara alla fine di un match. 

#### ECW One Night Stand e la rinascita della ECW (2005–2006)
A questo punto Heyman resta in WWE, ma mette da parte sia Raw che SmackDown! per concentrarsi su un altro obiettivo: ECW One Night Stand.
Il 12 giugno 2005, per una sola notte, Paul Heyman guida il ritorno della ECW in televisione. Uno show in puro stile ECW, fatto di incontri spettacolari e invettive contro tutto e tutti. Heyman riserva parole dolci solo per i fan, ai quali si rivolge loro in ginocchio al centro del ring, con gli occhi lucidi, ringraziandoli per tutto quello che hanno saputo dargli, per esserci stati quando la ECW c'era e per esserci ancora oggi che la ECW è tornata. La card dell'evento prevede una serie di incontri tra ex star della federazione hardcore e altri match tra ex-ECW e wrestler WWE. I fan rivedono tutto quanto hanno sempre apprezzato degli show di Heyman e gli stessi wrestler, benché molti fossero inattivi da qualche anno. Lo sconfitto della serata è Eric Bischoff, l'uomo che lo cacciò dalla WCW e ai tempi General Manager di Raw. La crociata WWE guidata da Bishoff nulla può contro il blocco ECW, che vince la contesa.
Nel mese di aprile 2006 è stato ufficializzato il ritorno della ECW in pianta stabile con uno show settimanale al posto del b-show di SmackDown, Velocity, sul canale Sci-Fi. Nella prima puntata, Heyman consegna a Rob Van Dam i titoli di campione del mondo WWE e ECW (RVD aveva battuto nel pay-per-view della domenica precedente, One Night Stand, il campione del mondo WWE John Cena con l'interferenza di Edge e dello stesso Heyman, che ha contato lo schienamento finale). Nei primi giorni di luglio il titolo passa in mano a Big Show, in conseguenza di una sospensione di 30 giorni di Rob Van Dam.
Il 4 dicembre 2006, il giorno dopo il pay-per-view ECW December to Dismember, con una nota sul sito ufficiale della WWE, Paul Heyman viene allontanato dalla federazione; alla base di questo gesto vi sono differenze inconciliabili con Stephanie McMahon.

### Ritorno (2012–presente)

#### Ritorno come manager di Brock Lesnar (2012–2020)

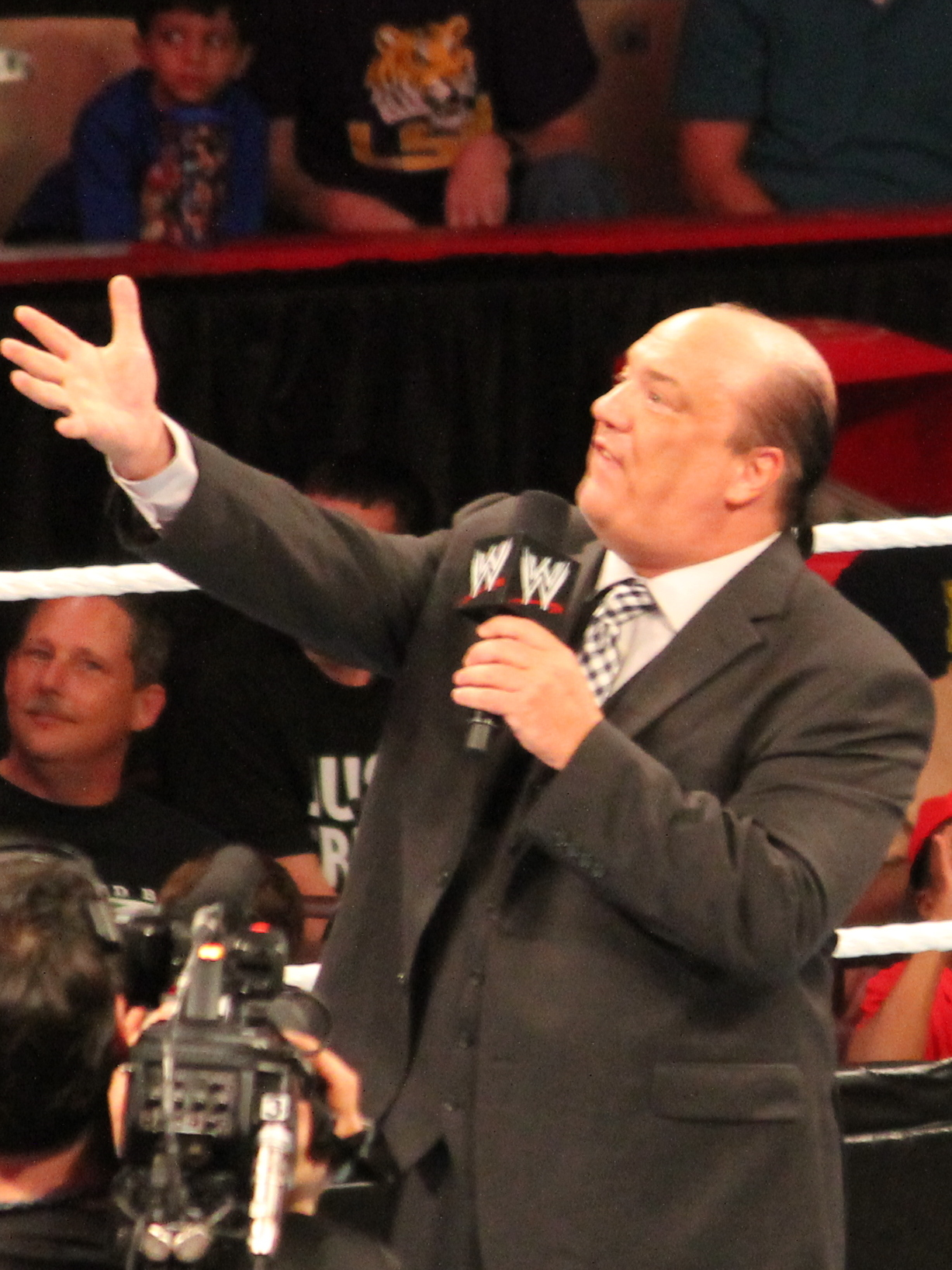
Paul Heyman nel 2013

Nella puntata di Raw del 7 maggio 2012 Paul Heyman fa ritorno in WWE dopo quasi sei anni, come rappresentante legale di Brock Lesnar e annuncia che il suo assistito ha deciso di abbandonare la federazione dopo il trattamento ricevuto dalla stessa.
Nella puntata di Raw del 14 maggio, si ripresenta assieme a un avvocato comunicando a Triple H, che nel frattempo era sul ring per parlare proprio di Lesnar, che è stata presentata una denuncia ai suoi danni per violazione di contratto dopo che due settimane prima lo aveva strappato proprio davanti agli occhi di Lesnar. Poco dopo Triple H, stanco delle sue provocazioni, gli mette le mani in faccia, ma Heyman reagisce rispondendo che ora scatterà anche una seconda denuncia per aggressione.
Al pay-per-view di giugno No Way Out, Triple H annuncia che ad agosto, a SummerSlam, affronterà l'assistito di Heyman, Brock Lesnar. Nella puntata di Raw successiva al pay-per-view, annuncia sul ring che lui e Lesnar declinano la sfida. Triple H quindi arriva sul ring; i due iniziano una lunga discussione, terminata con Heyman che viene steso da un pugno al volto da Triple H dopo che il manager di Lesnar lo aveva preso in giro. Il 23 luglio, a Raw 1000, ha un battibecco con Triple H e Stephanie McMahon, in cui quest'ultima attacca proprio Heyman, che aveva speso brutte parole su di lei. Poco dopo arriva Brock Lesnar a salvare il suo manager, ma viene rispedito fuori dal ring da "The Game". Inoltre, Heyman, stizzito, accetta che Lesnar affronti Triple H a SummerSlam, match vinto dal suo assistito. Nella puntata di Raw successiva al pay-per-view, tramite il social network della WWE Tout, il suo cliente Brock Lesnar annuncia che lascerà definitivamente la federazione (keyfabe).
Nella puntata di Raw del 3 settembre, CM Punk, dopo aver attaccato John Cena, entra in un'auto al posto del passeggero e al posto guida c'era proprio Heyman. Il 16 settembre, a Night of Champions, Heyman si rivela essere il nuovo manager di CM Punk, stando al suo angolo durante il match valido per il WWE Championship contro John Cena, finito in pareggio per un doppio schienamento. La sera dopo Heyman apre la puntata di Raw, dicendo che l'arbitro ha preso la decisione corretta e che le spalle di Cena erano veramente al tappeto insieme a quelle di Punk. Il pareggio è una stipulazione che favorisce il campione e Punk così ha mostrato a tutti di meritare il rispetto che va chiedendo. Cena interviene, dicendo che Heyman e Punk hanno uno strano concetto del rispetto e chiede subito una rivincita, che non gli viene concessa dalla General Manager AJ Lee.
Nella puntata di Raw successiva alla Royal Rumble, Mr. McMahon gli rivela che ha una sorpresa per lui e, dopo averlo fregato davanti al video che dimostra chiaramente di aver corrotto sia Brad Maddox che lo Shield per aiutare CM Punk a restare campione, ha intenzione di licenziarlo. E lo avrebbe pure fatto, se non fosse stato per il ritorno di Brock Lesnar, che attacca McMahon con una F-5, aggravando ancor di più la situazione di Heyman; quest'ultimo, disperato accanto al Chairman della WWE, nella puntata di Raw del 20 maggio annuncia il suo nuovo assistito Curtis Axel. Nella puntata di Raw del 10 giugno, annuncia che il suo assistito farà parte del Triple Threat match per l'Intercontinental Championship. Il 16 giugno, a Payback, Curtis Axel vince il titolo.
Nella puntata di Raw del 19 agosto, CM Punk ha ricevuto la possibilità di essere di nuovo suo assistito, rifiutando e attaccando Curtis Axel. Una settimana più tardi, CM Punk ha vinto in un match contro Axel, ma dopo venne aggredito da Axel e Heyman. È stato poi annunciato che Curtis Axel e Paul Heyman affronteranno CM Punk in un elimination handicap match a Night of Champions e se Heyman non parteciperà sarà licenziato. Il 15 settembre a Night of Champions, Paul Heyman vince contro CM Punk grazie all'aiuto di Ryback, mentre Curtis Axel all'inizio dell'evento ha difeso con successo l'Intercontinental Championship contro Kofi Kingston. Nella puntata di Raw del 16 settembre, Heyman annuncia che Ryback sarà un "Paul Heyman Guy" e lo ringrazia di averlo fatto vincere; viene poi annunciato nella stessa serata che Ryback affronterà CM Punk a Battleground, da cui uscirà vincitore Punk. Successivamente, il 27 ottobre a Hell in a Cell, Punk ha sfidato nuovamente Ryback e Heyman, vincendo ed eseguendo la GTS su Heyman sul tetto della gabbia.
Paul Heyman ritorna, in veste di manager di Brock Lesnar, nella puntata di Raw del 30 dicembre, quando Lesnar attacca Mark Henry dopo aver annunciato che il suo assistito diventerà il nuovo WWE World Heavyweight Champion. La stessa cosa accade la settimana dopo a Raw; tuttavia, in questa occasione, nel momento in cui Lesnar stava per tornare nel backstage, Big Show lo riporta nel ring, per poi scaraventarlo di nuovo fuori. Su WWE.com viene annunciato che Brock Lesnar e Big Show si sarebbero affrontati il 27 gennaio 2014 alla Royal Rumble: il match se lo aggiudica Lesnar, che attacca sia prima che dopo il match il gigante. Heyman ritorna nella puntata di Raw del 24 febbraio, insieme a Lesnar, dicendo che il suo cliente è disposto ad affrontare chiunque a WrestleMania XXX; alla fine del segmento, proprio mentre i due stavano per andarsene, appare sullo stage The Undertaker, che rifila una Chokeslam su un tavolo sul quale era posto il contratto da firmare per il match a WrestleMania. Poche ore dopo, sul sito ufficiale della federazione, viene ufficializzato il match tra i due a WrestleMania XXX. Il 6 aprile a WrestleMania XXX, Lesnar riesce a sconfiggere Undertaker, terminando la striscia d'imbattibilità del Phenom sul 21-1.
La notte seguente a Raw, Cesaro comunica davanti a Zeb Colter che il suo nuovo manager sarà Paul Heyman. Nella puntata di Raw del 21 luglio, lo svizzero annuncia la separazione tra i due. Quella stessa notte, Triple H ha annunciato che Brock Lesnar avrebbe affrontato John Cena per il WWE World Heavyweight Championship a SummerSlam, match terminato con la vittoria di Lesnar. Prima del match con Cena appare in una puntata di Raw dove viene minacciato da John Cena, che lo avrebbe picchiato se non avesse portato Brock Lesnar. Lesnar non arriva e allora Cena lo rinchiude nel suo spogliatoio mettendo come guardia The Great Khali per non farlo scappare. A WrestleMania 31, Seth Rollins ha incassato il money in the bank nel corso del match tra Roman Reigns e Lesnar, e dopo aver colpito entrambi con un Curbstomb, ha schienato Roman Reigns diventando il nuovo campione. Nella puntata successiva di Raw, Lesnar ha rovesciato il tavolo dei commentatori (dopo che Rollins non gli ha concesso il rematch) e ha eseguito un F-5 su un telecronista, e una su un cameraman. Dopo questo Stephanie McMahon lo ha sospeso a tempo indeterminato. Nella puntata di Raw del 15 giugno, Heyman e Lesnar sono tornati, annunciando Lesnar come sfidante del titolo a Battlegrond. Al PPV, Lesnar ha terminato il match in No Contest a causa dell'intromissione di The Undertaker dove, il giorno successivo si sono scontrati in una violenta rissa sancendo un match singolo a SummerSlam. La sua ultima apparizione è avvenuta nella puntata di Raw del 10 ottobre 2016, quando ha risposto a Goldberg il quale aveva affermato che, se in futuro ritornasse sul ring, vorrebbe combattere contro Brock Lesnar. Infatti Heyman in un messaggio afferma che Lesnar ha accettato una sfida con Goldberg. A WrestleMania 36 Brock Lesnar ha perso il Titolo WWE contro Drew McIntyre e quel giorno risulta l'ultimo di Paul Heyman come manager di Brock Lesnar.
Tra il 2019 e il 2020 ha ricoperto il ruolo di direttore esecutivo di Raw.

#### Special Counsel di Roman Reigns (2020–2025)
Nella puntata di SmackDown del 28 agosto 2020 ritorna sugli schermi in qualità di nuovo consigliere speciale di Roman Reigns. Nella puntata di SmackDown del 17 dicembre 2021, Roman Reigns pone fine all'alleanza, affermando che non è parte della sua famiglia e colpendolo con il Superman Punch. A seguito del licenziamento per mano di Roman Reigns, Heyman si ripresenta nuovamente nella puntata di Raw del 3 gennaio 2022 nelle vesti di avvocato di Brock Lesnar, salvo poi tradirlo a Royal Rumble e tornare con Reigns.
Il 4 marzo 2024 viene annunciato l'inserimento di Heyman nella WWE Hall of Fame.

## Personaggio

### Wrestler assistiti
- 911
- A-Train
- Adrian Adonis
- Arn Anderson
- Austin Idol
- Big Show
- "Cowboy" Bob Orton
- Bobby Eaton
- Brock Lesnar
- Bron Breakker
- Bronson Reed
- Bubba Ray Dudley
- Cesaro
- Charlie Haas
- CM Punk
- Colonel DeBeers
- Curtis Axel
- The Dark Patriot
- D-Von Dudley
- Don Muraco
- Eddie Gilbert
- Hardcore Holly
- Heidenreich
- Jimmy Snuka
- Kurt Angle
- Larry Zbyszko
- Madusa
- "Mean" Mark Callous
- Matt Morgan
- Nathan Jones
- Rey Mysterio
- Rhyno
- Rick Rude
- Rob Van Dam
- Roman Reigns
- Ryback
- Sabu
- Seth Rollins
- Shelton Benjamin
- Steve Austin
- Tazz
- Test
- Tommy Dreamer
- Tommy Rich

### Soprannomi
- "One of the Greatest Minds in Professional Wrestling"
- "The Mad Genius"
- "The Mad Scientist"
- "The Messiah of a New Breed Unleashed"
- "The Rabbi of the Revolution"
- "The Swinging Schlong of the Extreme"
- "The Voice of the Voice of the Voiceless"
- "The One Behind the One in 21-1'"
- "Paulrus"
- "The Wise Man"
- ”The Oracle”

## Titoli e riconoscimenti
- Pro Wrestling Illustrated
  - Manager of the Year (edizione 1992)

- WWE
  - WWE Hall of Fame (classe del 2024)[8]
  - Slammy Award (1)
    - Best on the Mic (edizione 2018)

- Wrestling Observer Newsletter
  - Best Booker (edizione 1994, 1995, 1996, 1997 e 2002)
  - Best Non-Wrestler (edizione 2001, 2002, 2004, 2012, 2013 e 2014)
  - Best on Interviews (edizione 2013 e 2014)
  - Wrestling Observer Newsletter Hall of Fame (classe 2005)